# ۲اس۳ آکاتسیا
اس‌او-۱۵۲ (به روسی: СО-۱۵۲) یک توپخانه خودکششی ۱۵۲٫۴ میلی‌متری شوروی است که در سال ۱۹۶۸ در پاسخ به هویتزر ۱۵۵ میلی‌متری ام۱۰۹ آمریکایی ساخته شد. توسعه در سال ۱۹۶۷، بر اساس قطعنامه شورای وزیران اتحاد شوروی از ۴ ژوئیه ۱۹۶۷ آغاز شد. در سال ۱۹۶۸، اس‌او-۱۵۲ تکمیل شد و در سال ۱۹۷۱ وارد خدمت شد. نام جی‌آرای‌یو آن ۲اس۳ (۲С۳) است. این خودروی جنگی همچنین نام افزوده شده آکاتسیا (Акация) را دریافت کرد که به معنای روسی خاردرخت است.